# Мервдешт

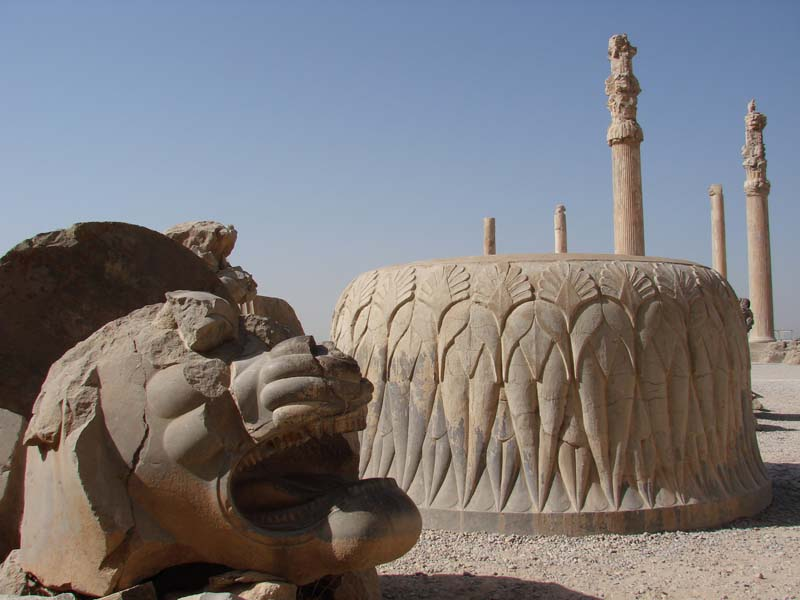
Статуя льва в Персеполе

Марвдешт (перс.  مرودشت‎) — город на юге Ирана, в провинции Фарс. Административный центр шахрестана Мервдешт. Второй по численности населения город провинции.
Городу подчинены археологические зоны Персеполя — древней столицы Ахеменидов, авестийского центра Истахр, наскальных рельефов и царских гробниц Накше-Рустам и Накше-Раджаб, руины находятся в непосредственной близости от Мервдешта.

## Население
Согласно переписи, на 2006 год население составляло 123 858 человек; в национальном составе преобладают персы, в конфессиональном — мусульмане-шииты.
| 1986   | 1991   | 1996    | 2006    | 2012    |
| ------ | ------ | ------- | ------- | ------- |
| 79 132 | 92 013 | 103 579 | 123 858 | 135 934 |

## История
Сам город Мервдешт был основан в XX веке, в связи со строительством здесь, в 1935 году, сахарного завода. В городе оседали кочевники и жители ближних деревень. Промышленность города развивалась — открылся нефтехимический комбинат, кожевенный завод и предприятия пищевой промышленности.
В городе расположено три университета — филиал Исламского университета Азад, Университет научных исследований Фарса (перс. دانشگاه علوم و تحقيقات فارس‎) и Университет Пайаме Нур.